# KX Большой Медведицы
KX Большой Медведицы (лат. KX Ursae Majoris) — одиночная переменная звезда в созвездии Большой Медведицы на расстоянии (вычисленном из значения параллакса) приблизительно 32325 световых лет (около 9911 парсеков) от Солнца. Видимая звёздная величина звезды — от +14,6m до +13,3m.

## Характеристики
KX Большой Медведицы — пульсирующая полуправильная переменная звезда типа SRA (SRA:).